# C-glycosylation
La C-glycosylation est une opération biochimique consistant en l'addition sur un carbone, de glucides aux chaînes peptidiques. Plus précisément en l'adjonction d'un mannose par une liaison au carbone du noyau indole d'un tryptophane de la protéine. Sont concernés, dans l'attente de successeurs, l'interleukine 12, la ribonucléase 2, les fraction C6, C7, C8, C9 du complément.

## liens externes
- C-mannosylation de protéine, interleukine 12
- C-mannosylation de protéine, ribonucléase 2
- C-mannosylation de protéine, Fractions du Complément, C6, C7, C8, C9